# Hugo Jungstedt
Carl August Hugo Jungstedt, född 26 mars 1854, död 3 augusti 1936, var en svensk militär (generallöjtnant). Han var kusin till August, Axel och Matilda Jungstedt.

## Biografi
Jungstedt blev underlöjtnant vid fortifikationen 1875, löjtnant vid Generalstaben 1887, major 1895, överste och sekundchef för livregementet till fot 1902, generalmajor och tillförordnad chef för IV. arméfördelningen 1910, ordinarie chef 1911, inspektör för militärläroverken och generallöjtnant 1917 innan sitt avsked 1919. Jungstedt var lärare vid Artilleri- och ingenjörshögskolan 1890–1899, chef för Lantförsvarsdepartementets kommandoexpedition 1899–1900 och för Krigshögskolan 1900–1902, överkommendant för Stockholms garnison 1910–1916 och 1918, militär ledamot av Högsta domstolen 1915–1924 och ordförande i direktionen för Arméns pensionskassa 1918–1923. Han var dessutom ordförande och ledamot av ett stort antal kommittéer, bland annat ordförande i värnpliktskommissionen 1906–1907, kommissionen för flyg- och ballongvapnens, luftförsvarets med mera ordnande 1917–1922 och ledamot av militära kontrollkommissionen på Åland.
Jungstedt idkade en flitig militär författarverksamhet och utgav Historisk öfversikt af Sveriges befästningsväsende 1523-1899 (1899), Kriget mellan Tyskland och Frankrike 1870-71 (1898-1900), Försvars-anfallsstriden i fältkriget (1918), Krigsväsendets tekniska utveckling under det 19:e århundradet (1921) samt Flygvapnets uppkomst och utveckling (1925). Han blev ledamot av andra klassen av Krigsvetenskapsakademien 1896 och ledamot av första klassen 1910.
Hugo Jungstedt är begravd på Norra begravningsplatsen utanför Stockholm.

## Utmärkelser

### Svenska utmärkelser
- Konung Oscar II:s och Drottning Sofias guldbröllopsminnestecken, 1907.[6]
- Konung Oscar II:s jubileumsminnestecken, 1897.[6]
- Kommendör med stora korset av Svärdsorden, 6 juni 1917.[7]
- Kommendör av första klassen av Svärdsorden, 16 juni 1908.[8]
- Kommendör av andra klassen av Vasaorden, 20 januari 1902.[9]
- Riddare av Nordstjärneorden, 1899.[10]

### Utländska utmärkelser
- Storkorset av Finlands Vita Ros’ orden, 1919.[11]
- Riddare av storkorset av Italienska kronorden, senast 1915.[12]
- Storofficer av Franska Svarta stjärnorden, tidigast 1915 och senast 1918.[13][12]
- Kommendör av Bulgariska Sankt Alexanderorden, senast 1915.[12]
- Kommendör av första graden av Danska Dannebrogorden, senast 1915.[12]
- Kommendör av Franska Hederslegionen, senast 1915.[12]
- Kommendör av Rumänska kronorden, senast 1915.[12]
- Riddare av andra klassen av Ryska Sankt Annas orden, senast 1915.[12]
- Tredje klassen av Osmanska rikets Osmanié-orden, senast 1915.[12]
- Kommendör av Österrikiska Frans Josefsorden, senast 1915.[12]
- Officer av Belgiska Leopoldsorden, senast 1915.[12]
- Riddare av första klassen av Norska Sankt Olavs orden, senast 1915.[12]
- Riddare av tredje klassen av Preussiska Röda örns orden, senast 1915.[12]
- Riddare av första klassen av Spanska Militärförtjänstorden, senast 1915.[12]